# Газікумухське ханство
Газікумухське ханство ( Гъазигъумуксса ханлугъ) — феодальна держава у Південному Дагестані, що оформилося у 1700 році. Тривалий час протидіяла експансії Персії на Кавказі. У 1820 році визнала зверхність Російської імперії. У 1860 році остання приєднала землі ханства до своїх володінь.

## Історія

### Заснування
Тривалий час ці землі (переважно населені лакцями) перебували у складі Газікумухського шамхальства. Із занепадом останнього на початку XVII ст. лакські феодали почали поступово отримувати самостійність. Після утворення у 1642 році шамхальства зі столицею у м. Тарки, беки Лакського узбенства підтримали у боротьбі за владу представника побічної гілки колишньої правлячої династії Газікумухського шамхальства — Алібека, сина Тючилава. На зборах знаті (къатl) його було проголошено правителем (халклавчі) держави зі ставкою у м. Газі-Кумух. Проте місцеві феодали фактично продовжували самостійну політику. В результаті протягом усієї другої половини XVII ст. держава була охоплена безперервними міжусобними війнами феодалів.
У 1700 році після тривалого управління помер халклавчі Алібек. В результаті розпочалися чвари за оволодіння його спадщиною. У халклавчі Алібека було два сини: Сурхан-Шамхал і Гірей. Проте обидва померли ще за життя батька. Перший залишив сім синів, а другий — одного сина Сурхая. Зрештою останній став халклавчі. Проте незабаром був оголошений газікумухським ханом. З цього моменту веде свою історію Газікумухське ханство.
Сини Сурхан-шамхала, незадоволені обранням їх двоюрідного брата сурх ханом і побоюючись репресій з його боку, втекли з Кумух до акушинців. Згодом вони повернулися, створивши базу в аулі Ашті. Сюди проти них виступив Сурхай-хан, який запропонував влаштувати герць за право володіти Газі-Кумухом. В результаті він подолав 7 своїх двоюрідних братів, але втратив кисть лівої руки. Тому його стали звати Чулак-Сурхай, тобто безрукий Сурхай.
Після цього протягом декілька років Сурхай-хан I зумів підкорити більшість вільних лакських громад, посилив централізацію ханства, створив потужне військо. Зміцнивши зсередини державу хан здійснив низку походів, за підсумками яких підкорив багато лезгинських сільських громад, зокрема Верхній Сталь, Середній Сталь, Нижній Сталь, Хорам, Кірка, Верхній Яраглар, Нижній Яраглар, Консовкент, Нижній Арах, Іспік, Хуттул, Зугребкент, Магарамкент. Газікумухське ханство розширило свої кордони від Кумухського Койсу до Кюрі і далі до Ширвана.

### Боротьба з Персією
У першій чверті XVIII в. Сурхай-хан I бере найактивнішу участь у антиперсій боротьбі Дагестану і Північного Азербайджану, ставши одним з керівників цього руху. Для цього укладено союз з Кайтазьким уцмійстом та Ілісуйським султанатом. У 1711 році газікумухці, як частина коаліції, брали участь у атаці на Шемаху, проте невдало.
У 1721 році газікумухські війська брали участь у захоплені Шемахи. Після цього разом із союзниками сурхай-хан завдав поразки об'єднаної армії Гяндинського та Ериванського ханів. Намагаючись розвинути успіх спробував захопити міста Баку, Дербент, Ардабіл. Але намагання отримати допомогу від османської імперії виявилися невдалими.
У 1722 році вирішив виступив проти османів, які зайняли в Азербайджані позиції персів. Сурхай-хан I дійшов до Шемахи та Гянджи, але не зумів їх захопити. В цей час розпочався Перський похід російського імператора Петра I, якого газікумухці відмовилися підтримувати. У 1724 році не визнав умов Стамбульського договору, за яким Дагестан відходив до Османської імперії.
У 1725 році ханство зрештою укладає союз з Османською імперією, отримавши від останньої Кабалінську область. Хана визнано двобунчужним пашою, у 1727 році отримує Шемахське ханство. Натомість газікумухський володар зобов'язався захищати Північний Азербайджан від військ Персії. після цього намагався відібрати у росіян Кюрінську область, проте марно.
У 1730 році, з початком війни османів з персами, 1731 року газікумухська армія рушила на Гянджу, але тут не отримала необхідних харчів та пороху. Тому сурхай-хан наказав пограбувати місцевість та відступити до Шемахи.
У 1733 році було укладено Багдадський договір, за яким Османська імперія поступалася Азербайджаном на користь Надир-Шаха, володаря Персії. Але газікумухський хан відмовився віддавати ці землі. У відповідь перська армія у 1734 році вдерлася до Ширвана. Військо газікумухців та їх союзників не зуміли стримати персів, втративши Шемаху та Дербент, а у битві при Девебатані зазнали тяжкої поразки. Зрештою перси захопили столицю ханства, а сам хан втік до такрвоського шамхала.
З відходом перського війська Сурхай-хан I продовжив боротьбу проти загарбників. Тому у 1735 році Надир-Шах вдруге атакував війська хана та його союзників — Табасаранське майсумство, Кюрінське ханство, Джаро-Белоканський джамаат. Неподалік від газі-Кумуха відбулася запекла битва, в якій хан зазнав поразки та відступив до ущелини Андалал. Тут зумів відновити свої збройні сили. Після відхолу Надир-Шаха атакував персів біля Дербента та Шемахі. У 1738 році брав участь у перемозі над перським намісником Ібрагім-ханом. У 1739 році було переможено іншого перського військовика Сефіхан-Султана.
У 1741 році розпочалася нова війна з Надир-Шахом, який зумів захопити основні міста ханства, а незабаром захопити Газі-Кумух. Тут потрапив у полон Сурхай-хан I. Проте боротьбу продовжили його сини — Муртазалі-бек та Мухаммад-бек. Першого було оголошено ханом. В подальшому газікумухці брали участь у перемозі дагестанців у битві при Аймакінській ущелині та переслідувані відступаючого Надир-Шаха.
У 1743 році газікумухські війська розпочали наступ в Північному Азербайджані — було захоплено важливі міста Дербент, Кюрі, Шабран, Асху. За підсумками цього походу Мухаммад-хан оголосив себе володарем Ширвана. Але вже у 1745 році газікумухці вимушені були залишити ці землі під тиском перської армії. У 1750 році розпочалися перемови з Російською імперією, в результаті яких газікумухський хан формально визнав зверхність росіян, яких планував використати для розширення своїх володінь на південь.

### Боротьба за Північний Азербайджан
У 1760 році Мухаммед-хан Газікумухський захопив Шемаху, але протриматися там довго не вдалося. У 1762 році ширванці змусив його відступити. Незабаром після цього Шемаху захопив Фаталі-хан, який також володів Кубинським та Дербенським ханствами. Таке посилення останнього викликало занепокоєння газікухумського володаря. У 1770 році біля аулу Хосрех (другої столиці ханства) газікухумські війська перемогли армію Ільдар-бека, небожа Мухаммед-хана. Ільдар при цьому спирався на підтримку Фаталі-хана. У відповідь Мухаммед-ханом було укладено договори з Кайтазьким уцміством та Тарковським шамхальством. У 1774 році ця коаліція перемогла Фаталі-хана, в результаті чого до Газікумухського ханства було приєднано Кюринське та Кубинське ханство.
У відповідь Фаталі-хан звернувся до російської імператриці Катерини II за допомогою. Того ж року разом з російськими військами відбив напад на Дербент та завдав поразки кайтазькому війську, союзнику Газікумухського ханства. Водночас у родині Мухаммед-хана спалахнули чвари, що послабили його сили у боротьбі із зовнішнім ворогом. Тому газікумухський хан змушений був відступити з Кюри. У 1776 році при посередництві Російської імперії Газікумухське ханство уклало мирний договір з Фаталі-ханом, повернувши захоплені землі. У 1787 році Мухаммед-хан підтвердив свої підданство Російській імперії.
У 1789 році Сурхай-хан II (на прізвисько Кун-Бутта) розпочав нову кампанію з підкорення північного Азербайджану. Проте лише у 1795 році, після смерті Фаталі-хана, вдалося захопити Кюринське ханство. В цей же час вступив у листування з османським султаном, який намагався заохотити газікумухського хана до війни з Росією. Проте Сурхай-хан II вирішив спиратися на Персію, де тоді постала династія Каджарів. У 1796 році прийняв у себе Ших-Алі-хана, вигнаного росіянами володаря Дербентського ханства. Зрештою у червні того ж року газікумухці розпочали бойові дії проти росіян. Спочатку було досягнуто деяких успіхів, але зрештою хана було розбито. У грудні Сурхай-хан II замирився з Росією.
Після відходу росіян з Дербента у 1797 році було відновлено спроби щодо розширення газікумухських володінь. У 1797 році приєднано Кубинське ханство. Проте спроби захопити Дербент виявилися невдалими. Це протистояння тривало до 1802 року.

### Боротьба з Росією
Після приєднання царства Картлі й Кахетії до Російської імперії, росіяни почали безпосередньо втручатися у справи Дагестану. Використовуючи різні економічні важелі, російський намісник на Кавказі намагався роз'єднувати дагестанських володарів. У 1802 році Сурхай-хана II (разом з іншими дагестанськими правителями) було закликано до зборів, що проводили росіяни у Георгієвську, задля підтвердження свого підданства імперії. Але хан відмовився брати участь у цих зборах.
У 1803 році розпочалися військові зіткнення між російськими та газікумухськими загонами. Проте російське командування намагалося швидко вирішити цю проблему з огляду початку війни з Османською імперією та шахською Персією. У 1806 році росіянами пропонувалося Сурхай-хану II підписати трактат з визнання російського підданстві, залежності від Росії, погодитися щорічно платити 3000 червінців і дати в аманати свого сина. В цей час російська армія підкорила Дербентське ханство та захопило м. Кубу. Тому хан присягнув на вірність, але відмовився виконувати інші умови. Розпочалися тривалі перемовини. Водночас газікумухці готувалися до війни із загарбниками.
У 1811 році вдалося на нетривалий час відновити владу над Кубою, але незабаром відступити до основних володінь. При цьому всередині ханства почало зростати невдоволення тривалою війною, почався мор. Росіяни призначили володарем Кюринського володіння Аслан-бека, проти якого виступив Сурхай-хан II. У 1812 році російські війська на чолі із генералом Хатунцевим підготували наступ на Газі-Кумух. У цій ситуації хан вирішив замиритися та визнати владу Російської імперії. Проте вже у 1813 році газікумухський хан зрікся усіх угод з росіянами. Але спроба атакувати Кюрі виявилася невдалою. За цим відбувся заколот, в результаті чого Сурхай-хан II втік до Персії, а володарем став його син Муртазалі-хан II. Але вже у 1814 році повалений хан повернувся до ханства. У 1816 році внаслідок суперечок наказав вбити сина Муртазалі-хана.
Слідом за цим у черговий раз визнав підданство Російської імперії, передавши генералу Олексію Єрмолову свого онука Джафар-бека. Втім хан став готуватися до реваншу, для чого розпочав перемовини з іншими дагестанськими володарями. У відповідь у 1820 році Єрмолов оголосив новим ханом Аслан-бека Кюринського, для підтвердження прав якого виступив проти Газікухумського ханства. У вирішальній битві біля аулу Чирах газікухумці зазнали нищівної поразки. Доволі швидко було захоплено столицю Газі-Кумух, де посів трон Аслан-хан. Останній визнав зверхність Російської імперії. Натомість затверджений як Газікумухський та Кюринський хан, також став генерал-майором російської армії.

### Ліквідація ханства
Згодом новий хан почав провадити антиросійську політику: він підтримував зародження мюридизму на своїх землях, був покровителем шейха Мухаммеда Яразького, майбутнього імама Газі-Мухаммада. Водночас демонстрував російській владі свою покору. Після загибелі у 1834 році родини аварських ханів російський уряд призначив тимчасовим володарем Аслан-бека, який таємно став підтримувати імама Шаміля.
Проте після смерті Аслан-хана у 1836 році у ханстві відбулася швидка заміна декількох ханів, що призвело до послаблення позицій ханства серед дагестанських держав та до ще більшого втручання у внутрішні справи ханства Росії. Зрештою у 1841 році відбулося розділення земель на Газікумухське та Кюрінське ханства.
Цими подіями вирішив скористатися імам Шаміль, щоб перетягнути газікумухців на свій бік. Проте хан разом із знаттю не поспішали цього робити. Звичайне населення частково підтримало імама. Владу в ханстві все більше контролювали російські чиновники. Зрештою після смерті у 1860 році Аглар-хана, вірного союзника у боротьбі із Шамілем, землі газікумухського ханства були приєднані до Російської імперії.

## Територія та кордони
Охоплювало значні землі Південного Дагестану. Кордони доволі часто змінювалися. Переважно була сусідом Табасаранського майсумства, Кайтазького уцмійства, Шекінського, Кубинського або Шемахського ханства. Час від часу — кордони з Дербентськими ханством, а то навіть вихід до Каспійського моря.

## Населення
До складу ханства входили як власне лакська територія, так і приєднані землі, населені шістьма народностями: даргинцями, аварцями, агулами, арчинами, лезгінами, табасаранами. За своєю площею територія підвладних народностей в кілька разів перевищувала територію, зайняту власне лакцями і не поступалася їй за кількістю населення. Тому в XVIII в. мало місце розбіжність державних та етнічних кордонів. В цей час чоловіче населення становили до 50 тис. осіб.

## Державне управління. Стани
У функції халклавчі входило збір військового ополчення при захисті від зовнішнього нападу і при походах в сусідні володіння. Проте халклавчі не мав права втручатися у внутрішні справи аульських джамаатів. В результаті цих подій в Лакії виникає низка спілок сільських громад, спрямованих проти домагань місцевих феодалів на свої права.
Тривалий час аули об'єднувалися в союзи на демократичних засадах. На чолі їх стояли не спадкові феодальні правителі, а виборні представники, так звані «дарагу», які користувалися повагою всього населення. Проте центральна влада в особі халклавчі не мала функцій управління в цих союзах. Втім у 1700–1701 роках ці вільності були ліквідовані.
Було розділено на магали: Мачаймі, Віцки, Гумучіял, Кулал, Ура-Мукарті і Барткал, Ашті-Кунка (Буркун-Дарго), Арчі-Шалінський. Окремою одиницею була Кюра, яка була розділена на 7 магалів. Низовою адміністративною одиницею була громада, яка ділилася на тухуми.
Відрізнялося відносно нескладною соціальною стратифікацією суспільства і своєрідною структурою адміністративно-політичного управління. Хан був повновладним правителем на всієї території ханства. Поступово вплив загальних зборів (къатl) послаблювався, зрештою вони перетворилися на дорадчий орган.
Беки (представники хана на підкорених землях) після хана складали наступний розряд класу феодалів. До останнього розряду феодальних сходів відносилися чанки. Значне місце належало духівництву. Адміністративна влада в джамааті покладалася на раду старійшин.
Основну масу селянства становили уздені, формально незалежні від хана. Райяти були найбільш експлуатованою частиною селянства, ряди їх поповнювалися за рахунок поступового закабалення ханами вільних общинників. Певне місце в суспільстві займали раби.

### Хани
- Сурхай-хан I (1700–1741)
- Муртазалі-хан I (1741–1743)
- Мухаммад-хан (1743–1789)
- Сурхай-хан II (1789–1813) вперше
- Муртазалі-хан II (1813–1816)
- Сурхай-хан II (1814–1820) вдруге
- Аслан-хан (1820–1836)
- Нуцал-ага-хан (1836)
- Мухаммад Мірза-хан (1836–1838)
- Умму кулсум-біке (1838–1841) регентша
- Абдурахман-хан (1841–1847)
- Аглар-хан (1847–1860)

## Економіка
У часи розквіту ханство характеризувалося відносно високим для свого часу рівнем економічного розвитку. Основними заняттями були землеробство і скотарство, останнє, в силу природно-географічних умов, відігравало переважну роль. Водночас розвиток отримало кустарне виробництво. Воно не лише забезпечували потреби населення в одязі, взутті, предметах домашнього вжитку, сільськогосподарському інвентарі, холодній і вогнепальній зброї, а й приносили певні доходи, що стимулювало, в свою чергу, значне пожвавлення торговельних зв'язків як в рамках ханства, так і регіону.
Газі-Кумух у XVIII ст. був великим торгово-економічним і культурним центром Нагірного Дагестану, куди з'їжджалися мешканці довколишніх сіл та купці сусідніх держав. Економічний зв'язок підтримував перш за все з Дербентом, звідси з Російською імперією та Персією. З останньою велась торгівля через Шемаху та Баку.
Ханство поєднувало в собі дві форми суспільної структури — феодальну і общинну. Найбільшим землевласником був хан. Головною статтею доходу ханів були літні пасовища, які за певну плату віддавалися в оренду сільським громадам.